# 內戈米爾鄉
44°50′N 23°10′E / 44.833°N 23.167°E
內戈米爾鄉（羅馬尼亞語：Comuna Negomir, Gorj），是羅馬尼亞的鄉份，位於該國西南部，由戈爾日縣負責管轄，面積54平方公里，海拔高度186米，2007年人口4,023，人口密度每平方公里75人。